# CV Teruel
CV Teruel (früher CAI Teruel) ist ein spanischer Volleyball-Verein aus Teruel in Aragonien, dessen Männer in der ersten spanischen Liga und in der Champions League spielen.
CV Teruel wurde 1991 gegründet. Die Männer spielen seit 2006 in der spanischen Superliga und wurden seit 2009 viermal in Folge Spanischer Meister sowie zweimal Pokalsieger. Seit 2009 spielt man auch ununterbrochen in der Champions League.